# Futsal aux Jeux olympiques de la jeunesse de 2018
 (septembre 2019).
Navigation
Édition précédente Édition suivante
Les épreuves de futsal lors des Jeux olympiques de la jeunesse de 2018 ont lieu à Buenos Aires, en Argentine, du 7 au 18 octobre 2018. Le futsal remplace les épreuves de football qui se sont tenues lors des deux précédentes éditions. C’est la première fois que ce sport, inventé en 1930, fait son apparition olympique.

## Qualification
À l’exception de la nation-hôte qui peut engager une équipe, soit masculine, soit féminine, mais pas les deux, dans chacun des 4 sports d’équipes suivants : le futsal, le beach handball, le hockey 5 et le rugby à 7, tous les autres CNO doivent opter pour un seul de ces sports. En futsal, chaque CNO peut engager en qualifications une équipe de dix athlètes, de chaque sexe. Pour pouvoir participer les joueurs doivent être nés entre le 1er janvier 2000 et le 31 décembre 2003.
L’Argentine, en tant que nation-hôte, sur le quota de la CONMEBOL, opte pour son équipe masculine. Deux quotas chacun sont accordés à l’AFC, à l’UEFA, à la CONCACAF et à la CONMEBOL tandis que la CAF et l’OFC ne disposent chacune que d’un quota. Les tournois de qualification sont des compétitions continentales à l’exception de celle de la CONCACAF où la sélection est effectuée à travers la Coupe du monde de futsal de 2016.

La Slovaquie, 5e du tournoi masculin de qualification européen, se qualifie pour les Jeux parce que le Portugal et l’Espagne remportent le tournoi féminin et que l’Italie, qualifiée en tant que 4e, renonce au profit du beach handball. 

## Tirage au sort
Le tirage au sort a lieu le 24 août 2018, à 18 h 30, heure locale, dans la Casa de Gobierno de la Ville de Buenos Aires à Buenos Aires. Aussi bien chez les filles que chez les garçons, les dix équipes sont réparties en deux groupes de 5 équipes. L’Argentine est placée en A1 dans le tournoi masculin. Les équipes de chaque confédération ne peuvent se rencontrer lors de cette phase de poule, en conséquence les deux équipes de l’AFC, de la CONCACAF, de la CONMEBOL et de l’UEFA sont tirées au sort dans des poules séparées tandis que l’équipe de la CAF et celle de l’OFC sont en conséquence également tirées au sort séparément.

## Résultats

### Garçons

#### Classements

##### Groupe A
| Rang | Équipe        | Pts | J | G | N | P | Bp | Bc | Diff | Qualification |
| ---- | ------------- | --- | - | - | - | - | -- | -- | ---- | ------------- |
| 1    | Égypte        | 4   | 2 | 1 | 1 | 0 | 10 | 5  | +5   | Demi-finales  |
| 2    | Irak          | 4   | 2 | 1 | 1 | 0 | 6  | 1  | +5   | Demi-finales  |
| 3    | Argentine (H) | 1   | 1 | 0 | 1 | 0 | 2  | 2  | 0    |               |
| 4    | Panama        | 1   | 2 | 0 | 1 | 1 | 4  | 9  | −5   |               |
| 5    | Slovaquie     | 0   | 1 | 0 | 0 | 1 | 0  | 5  | −5   |               |

##### Groupe B
| Rang | Équipe       | Pts | J | G | N | P | Bp | Bc | Diff | Qualification |
| ---- | ------------ | --- | - | - | - | - | -- | -- | ---- | ------------- |
| 1    | Iran         | 3   | 1 | 1 | 0 | 0 | 9  | 2  | +7   | Demi-finales  |
| 2    | Brésil       | 3   | 1 | 1 | 0 | 0 | 6  | 1  | +5   | Demi-finales  |
| 3    | Costa Rica   | 3   | 2 | 1 | 0 | 1 | 12 | 12 | 0    |               |
| 4    | Russie       | 3   | 2 | 1 | 0 | 1 | 7  | 7  | 0    |               |
| 5    | Îles Salomon | 0   | 2 | 0 | 0 | 2 | 8  | 20 | −12  |               |

### Filles

#### Classements

##### Groupe C
| Rang | Équipe            | Pts | J | G | N | P | Bp | Bc | Diff | Qualification |
| ---- | ----------------- | --- | - | - | - | - | -- | -- | ---- | ------------- |
| 1    | Espagne           | 6   | 2 | 2 | 0 | 0 | 15 | 4  | +11  | Demi-finales  |
| 2    | Bolivie           | 6   | 3 | 2 | 0 | 1 | 15 | 15 | 0    | Demi-finales  |
| 3    | Thaïlande         | 3   | 3 | 1 | 0 | 2 | 20 | 12 | +8   |               |
| 4    | Trinité-et-Tobago | 3   | 2 | 1 | 0 | 1 | 7  | 19 | −12  |               |
| 5    | Tonga             | 0   | 2 | 0 | 0 | 2 | 7  | 14 | −7   |               |

##### Groupe D
| Rang | Équipe                 | Pts | J | G | N | P | Bp | Bc | Diff | Qualification |
| ---- | ---------------------- | --- | - | - | - | - | -- | -- | ---- | ------------- |
| 1    | Portugal               | 9   | 3 | 3 | 0 | 0 | 35 | 2  | +33  | Demi-finales  |
| 2    | Japon                  | 6   | 2 | 2 | 0 | 0 | 10 | 3  | +7   | Demi-finales  |
| 3    | Cameroun               | 3   | 3 | 1 | 0 | 2 | 11 | 13 | −2   |               |
| 4    | Chili                  | 0   | 2 | 0 | 0 | 2 | 3  | 19 | −16  |               |
| 5    | République dominicaine | 0   | 2 | 0 | 0 | 2 | 1  | 23 | −22  |               |

## Médailles

### Médaillés par épreuves
| Compétition     | Or | Argent | Bronze |
| --------------- | -- | ------ | ------ |
| Tournoi garçons |    |        |        |
| Tournoi filles  |    |        |        |

### Tableau des médailles par pays
| Rang | Pays | Or | Argent | Bronze | Total |
| 1    |      | 1  | 0      | 0      | 1     |
| 1    |      | 1  | 0      | 0      | 1     |
| 2    |      | 0  | 1      | 0      | 1     |
| 2    |      | 0  | 1      | 0      | 1     |
| 3    |      | 0  | 0      | 1      | 1     |
| 3    |      | 0  | 0      | 1      | 1     |